# احتجاجات آسيا الوسطى 1916
احتجاجات آسيا الوسطى 1916 كانت انتفاضة في قيرغيزستان مناهضة لروسيا من قبل السكان المسلمين في تركستان الروسية التي أثارها تجنيد المسلمين في الجيش الروسي للخدمة على الجبهة الشرقية خلال الحرب العالمية الأولى.